# Keresztes Sándor (diplomata)
Keresztes Sándor (Bölcske, 1895. augusztus 9. – Budapest, 1960. február 7.) magyar kommunista aktivista, funkcionárius, diplomata.

## Életpályája
Édesapja hatholdas parasztember volt, összesen nyolcan voltak testvérek.
Tanonciskolát végzett, a hentes és mészáros szakmát tanulta ki. Az első világháború idején, 1916-ban hadifogságba esett, majd az 1917-es októberi orosz forradalom idején beállt a Vörös Gárdába, és belépett az Oroszországi Kommunista (bolsevik) Pártba. 1925-ben tért haza, villamosvezetőként helyezkedett el, és csatlakozott a magyarországi kommunista szervezetekhez. Az 1930-as, 40-es években többször letartóztatták a szervezkedések miatt, utoljára 1943-ban szabadult, de a második világháború végefelé a dachaui koncentrációs táborba hurcolták. Felszabadulását és hazatértét követően 1945-49 között a Budapest Székesfővárosi Közlekedési Rt. párttitkára volt, majd 1949-ben külügyi szolgálatba lépett.
1949. július 1-jével rendkívüli követté és meghatalmazott miniszterré nevezték ki, és 8-án már a belgrádi követség élére került, ahol december 17-ig látta el a misszióvezetői feladatokat (utóda Münnich Ferenc volt). 1949. december 21-től 1950. december 13-ig Szófiába nevezték ki követnek, év végén azonban visszahívták (szófiai utóda is Münnich Ferenc lett).
Ezt követően belügyi szolgálatba lépett, feltehetően a büntetésvégrehajtásnál, a Márianosztrai Fegyház és Börtönben töltött be tisztséget, 1952-ben alezredesként említik és kitüntetik, 1956-os nyugdíjazásakor azonban már rendőr ezredesként írnak róla - valójában a Belügyminisztériumban eltöltött időszakban végzett tevékenysége homályban maradt. Részt vett az 1956-os forradalom fegyveres elfojtásában, majd a Legfelsőbb Bíróság népbírájává nevezik ki, ebben a minőségében, a népbírósági tanács tagjaként részese a pesti srácok elleni ítéleteknek, és a Mansfeld Péter ellen Vágó Tibor bíró által hozott halálos ítélettel is egyetértett. 1957-ben szintén népbírósági tanácstagként Déry Tibor, Háy Gyula, Zelk Zoltán és Tardos Tibor perében is részt vett.
1960. február 7-én hunyt el, temetésére 13-án került sor a Kerepesi úti temetőben.

## Díjai
- 1952: Magyar Népköztársasági Érdemrend V. fokozata